# Visjna
Visjna (bulgariska: Вишна) är ett distrikt i Bulgarien.   Det ligger i kommunen Obsjtina Ruen och regionen Burgas, i den östra delen av landet, 300 km öster om huvudstaden Sofia.
Omgivningarna runt Visjna är en mosaik av jordbruksmark och naturlig växtlighet. Runt Visjna är det ganska glesbefolkat, med 47 invånare per kvadratkilometer.